# Wilhelm-Heidsiek-Verlag
Der Wilhelm-Heidsiek-Verlag ist ein 1989 gegründeter deutscher Buchverlag mit Sitz in Cuxhaven. Geschäftsführer und Inhaber ist Hans-Jürgen Kahle.

## Geschichte und Programm
Entstanden ist der Verlag 1989 als Veröffentlichungsplattform für Schriften des Fördervereins zur Geschichte der Arbeiterbewegung im Landkreis Cuxhaven, der im Januar 1989 in das Vereinsregister eingetragen worden war. Ein halbes Jahr später gründete der Verein zum 1. Juni 1989 den Wilhelm-Heidsiek-Verlag. Benannt ist der Verlag nach dem SPD-Politiker und Widerstandskämpfer gegen den Nationalsozialismus Wilhelm Heidsiek, der 1944 im KZ Neuengamme ermordet worden war.
Im Sommer 1989 erfolgte mit dem Titel „Raimund Hirsch – Im KZ Lichtenburg“ die erste Veröffentlichung, die bereits die Programmatik des Verlages umreißt: Der Verlag sieht sich als Programmverlag für die Geschichte von unten des 20. Jahrhunderts in der Stadt und Region Cuxhaven. Inhaltliche Schwerpunkte sind die Geschichte der Arbeiterbewegung und der Gewerkschaften im Landkreis Cuxhaven, die Zeit des Nationalsozialismus sowie die Geschichte der Arbeit und der Technik in der Region Cuxhaven. Zum letzten Themenkreis zählen insbesondere die Fischereiwirtschaft und Schifffahrtsgeschichte. Neben Büchern und Fotoheften publiziert der Verlag auch Kalender, Postkarten und Filme zu diesen Themen.
Als sich der Förderverein 2001 auflöste, übernahm der langjährige Verlagsleiter Hans-Jürgen Kahle den Betrieb und führt ihn seitdem als Inhaber nebenberuflich weiter. Kahle setzt das Programm des Verlages unter Beibehaltung der Schwerpunkte fort, musste aber die Herausgabe neuer Titel unter anderem aufgrund von gestrichenen Zuschüssen zeitlich strecken. Der Verlag produziert pro Jahr einschließlich Kalender etwa drei bis vier neue Titel, lieferbar sind rund 20 Titel.